# Карповка (рукав Невы)
Ка́рповка (фин. Korpijoki — Ко́рпийо́ки) — один из рукавов Невы, разделяющий Петроградский и Аптекарский острова. Длина — 3 км, ширина — 20 метров.

## Происхождение названия
На Шведских картах XVII—XVIII вв. нынешний Аптекарский остров называется фин. Korpi-saari (по карте 1676 г.) или фин. Korpisari (карта 1701 года). Многие авторы указывают на то, что по названию этого острова первоначально именовалась и Карповка, а нынешнее её название «появилось в результате беглого, неточного произношения финского названия этой речки — Корпийоки».
П. Н. Петров (1885 г.) упоминает финское название реки, ссылаясь на подворную опись, выполненной подьячими Санкт-Петербургской губернской канцелярии в декабре 1713 года: «…четыре маленькие избушки — стояли у речки Куопри-Иоки (у нас Карповки)».
М. И. Пыляев в 1887 году пишет:
«прилежащий к Петербургской стороне Аптекарский остров на карте 1676 года написан фин. Korpisaari и удерживает посейчас своё древнее имя на речке Карповке, по-фински Korpi — необитаемый, пустынный лес». Практически без изменений это этимологическое описание мы видим и у Брокгауза и Ефрона.
Исследователи XX века приводят и иную трактовку финского слова. Так, в известной книге «Почему так названы» читаем:

Финское слово … «корпи» соответствует русским словам — «глушь», «дремучий лес», «лесистое болото». Отсюда некоторые историки Петербурга переводили «Корписаари» — «Дикий, лесистый остров» или «Еловый остров», а «Корпийоки» — «Лесная болотная речка». Существовало, однако, и другое мнение.
Дело в том, что в финском языке есть ещё слово «корппи», по-русски — ворон. Поэтому предлагался и другой перевод — «Вороний остров».
Данные шведских карт не имеют здесь решающего голоса, так как шведские картографы неточно передавали звучание слов чужого языка. Как произносилось финнами название этого острова (а отсюда и соответственно название реки) — «корпи» или «корппи» — остается загадкой.

Итак, современное название реки Карповки восходит к финским словам, которые могут быть переведены двояко: «Лесная речка» или «Воронья речка».
Это же двойное толкование мы встречаем в последних работах по топонимике Санкт-Петербурга.
Современное название реки дало начало названиям Карповского переулка, Карповского моста и набережной реки Карповки. Оно не раз встречалось на страницах художественной литературы. Так В. А. Жуковский обыграл его в своем «Протоколе двадцатого Арзамасского заседания»:
…Меж тем собирался

Тихо на береге Карповки (славной реки, где не водятся карпы,

Где, по преданию, Карп-Богатырь кавардак по субботам

Ел, отдыхая от славы), на береге Карповки славной

В семь часов ввечеру Арзамас двадесятый, под сводом

Новосозданного храма, на коем начертано имя

Вещего Штейна, породой германца, душой арзамасца.

## Достопримечательности
На левом берегу Карповки (участок дома 4) в Петровские времена находилась деревянная архиерейская усадьба Феофана Прокоповича. В этом же доме действовала открытая им школа для «сирот всякого звания». В 1835 на этом месте появилась Петропавловская больница, давшая в 1897 году начало Женскому медицинскому институту (ныне Санкт-Петербургский государственный медицинский университет им. И. П. Павлова).
На правом берегу, напротив территории Медицинского университета находится Ботанический сад. В марте 2021 года у Медицинского университета на набережной реки Карповки в память о медицинских работниках, погибших от коронавируса, была установлена скульптура «Печальный ангел» известного петербургского мастера авторской и декоративной куклы Романа Шустрова. Ангел размещён на скамейке, которую во время пандемии установили возле Первого медицинского университета, чтобы выписанные из его клиник пациенты могли на них ожидать такси.
Берега Карповки были необустроены до 1960-х годов. В 1960—1970-е годы многие участки одели в гранит, сформировали земляные откосы и построили спуски к воде. В 1975 году при переустройстве Гренадерского моста, расположенный в истоке Карповки деревянный Аптекарский мост был заменён гораздо более широким (ширина 96 метров) железобетонным.
В сентябре 2019 года на левом берегу Карповки, напротив Ботанического сада, было открыто общественное пространство.
Дом № 4 — часовня Петропавловской больницы, 1913—1914, арх. Д. А. Крыжановский совместно с А. П. Гоголицыным.
Дом № 5 — 4-й детский дом. Построен в 1910—1911 годах Б. Е. Фурманом. Здание перестроено.
Дом № 6 / Большой пр., дом № 83 — 1911 г., арх. В. К. Вейс (дом А. Д. Барановской). Фасадами выходит на набережную, на Большой проспект и на Петропавловскую ул., 8). Дом украшен круглыми угловыми башнями (на фасаде, обращённом к Большому проспекту, имелось скульптурное изображение орла с поднятыми крыльями, утраченное в 1990-е). В этом доме до революции находилась контора акционерного общества заводов П. В. Барановского, в которой летом 1917 года В. И. Ленин встречался с Л. Б. Красиным, об этом событии напоминает мемориальная доска. В кв. 66 до 2001 г. жил академик РАН М. И. Будыко, автор теории, положенной в основу современных исследований о глобальном потеплении.
Дом № 8 / Большой пр., дом 106. Построен в 1910—1912 гг., арх. А. Д. Дальберг и К. К. Кохендерфер. Рациональный модерн с элементами эклектики. Включен в реестр объектов культурного наследия. В доме жили профессор Ленинградского инженерно-строительного института Владимир Иванов, профессор Женского медицинского института Константин Скробанский, начальник кафедры общей хирургии Военно-медицинской академии Николай Еланский.
За этим домом по левому берегу следует современное жилое здание.
Примечательным примером конструктивизма 1930-х годов является дом № 13 — первый жилой дом Ленсовета (1932—1935 год, архитекторы Е. А. Левинсон, И. И. Фомин). В доме жил Н. А. Толстой со своей семьёй. Также в доме жили: Николай Емельянов, начальник политотдела Балтийского морского пароходства (кв. 30); Пётр Низовцев, зав. отделом руководящих парторганов Ленинградского обкома ВКП(б) (кв. 71); Борис Стрельцов, нач. 2-го Главного управления Наркомата оборонной промышленности СССР (кв. 64); Марк Ткачёв, начальник ПВО Ленинграда; А. Н. Троицкий, главный редактор «Ленинградской правды» (кв. 14), В. Э. Мейерхольд, Ю. М. Юрьев.
Дом № 15 — здание Петербургской трансформаторной подстанции городского трамвая (арх. А. И. Зазерский, 1906—1907).
Далее Карповка сближается с Каменноостровским проспектом, по которому нумеруются следующие несколько зданий по левому берегу. Перед домом 41 по Каменноостровскому проспекту находится сквер, в котором установлен памятник А. С. Попову. Памятник был открыт в марте 1959 года к 100-летию со дня рождения учёного. Высота фигуры — 4 метра (скульптор В. Я. Боголюбов, после его смерти в 1954 году завершена В. В. Исаевой), высота постамента — 3,6 метра (архитектор Н. В. Баранов).
Дом № 16 (Каменноостровский проспект, 44) — арх. А. К. Горбунов, 1893. Дом К. П. Зиновьевой. В доме 44 находилось управление генерал-инспектора военно-учебных заведений, которым был великий князь Константин Константинович. В доме 44/16 в 1897—1908 годах жил Ф. Ф. Мельцер, владелец известной мебельной фабрики, расположенной на другом берегу Карповки по диагонали через Силин мост (Каменноостровский проспект, дом 49). Здесь же в 1899—1900 годах жил архитектор Г. И. Люцедарский.
Дом № 19— жилой дом 2-го Петербургского товарищества для устройства постоянных квартир. Архитектор А. И. Зазерский. 1912—1913. Кооперативный дом в стиле модерн принадлежит к числу выдающихся построек Зазерского, в его просторный двор кур-д-онёр ориентированы главные жилые помещения квартир. Изящный строгий рисунок фасадов позволяет легко узнать почерк архитектора. Здание с двумя флигелями, симметричными эркерами, балконами и угловыми лоджиями. Для архитектора важны были вопросы бытового комфорта, гигиены жилища, «санитарного зодчества», во всех квартирах был установлен вакуумный пылесос. В 1917-22 годах жильцом дома был русский писатель Е. И. Замятин. В 1913—1960 гг. в этом доме жил архитектор В. В. Старостин. В 1925—1930 гг. в кв. 19 жил Д. Д. Протопопов (1865—1934), земский деятель, депутат Государственной думы, экономист, репрессирован в 1930 гг. В этом доме живёт героиня фильма Дневной поезд 1976 г. и герои фильма Долгая дорога к себе.
Дом № 30 / ул. Всеволода Вишневского, 13 (15) — доходный дом К. Г. Чубакова, арх. Р. Г. Габе, 1911—1912, неоклассицизм. В 1975—1988 гг. здесь в квартире № 22 (4-й этаж) жил художник Евгений Михнов-Войтенко. Также в доме проживали архитектор Валентин Демяновский и актриса Тамара Петкевич.
Дом № 31 — Отель «Северная корона». Один из самых известных «долгостроев» в городе (с 1988 года), спустя 30 лет от начала работ так и не был открыт официально. В 2018 году здание решено было снести, на его месте должен появиться элитный жилой комплекс.
Дом № 36 — доходный дом, построенный в 1912 году А. Л. Берлином
Дом № 39 / Карповский переулок, 8 — доходный дом, построенный в стиле эклектики по проекту архитектора П. В. Резвого в 1905 году. Разрушен в 2000-х годах.
В 1900 году на участке по адресу дома № 45 Иоаном Кронштадтским был основан Иоанновский ставропигиальный женский монастырь. Храм в неовизантийском стиле был возведён в 1900—1908 годах по проекту архитектора Н. Н. Никонова.

## Мосты через Карповку
- Аптекарский мост
- Петропавловский мост
- Силин мост
- Геслеровский мост
- Карповский мост
- Барочный мост
- Молодёжный мост